# Trastorn precancerós
Un trastorn precancerós o una afecció precancerosa és un procés, condició o lesió que afecta cèl·lules anormals que s'associen a un major risc de convertir-se en càncer. Clínicament, les afeccions precanceroses abasten diverses afeccions o lesions amb un major risc de convertir-se en càncer. Algunes de les afeccions precanceroses més freqüents inclouen certs pòlips del còlon, que poden evolucionar cap al càncer de còlon, una gammopatia monoclonal de significació indeterminada, que pot evolucionar cap al mieloma múltiple o la síndrome mielodisplàstica, i la displàsia cervical, que pot evolucionar cap al càncer cervical. Patològicament, les lesions precanceroses poden anar des de neoplàsies benignes, que són tumors que no envaeixen els teixits normals veïns ni s'estenen a òrgans distants, fins a displàsia, que implica col·leccions de cèl·lules anormals que, en alguns casos, tenen un major risc de progressar a anaplàsia i el càncer invasiu. De vegades, el terme "precancer" també s'utilitza per al carcinoma in situ, que és un càncer no invasiu que no ha progressat a una etapa invasiva i agressiva. Com passa amb altres afeccions precanceroses, no tots els carcinomes in situ progressaran cap a malalties invasives.